# John Leslie Mackie
John Leslie Mackie   (Sydney, 25 d'agost de 1917 - Oxford, 12 de desembre de 1981) fou un filòsof cèlebre per la seva negació de l'existència objectiva dels valors (d'aquesta absència deriva també la inexistència de Déu), tot i que va defensar la necessitat d'una ètica per a la convivència, però sempre basada en convencions i no en absoluts independents de la comunitat de referència. Segueix la línia de pensament de Richard Dawkins, David Hume i abans d'ells els filòsofs medievals del nominalisme. Un cop acceptat el caràcter convencional dels valors, assegura que se segueix millor un codi ètic basat en el respecte que en el simple deure, ja que la voluntat és més feble que l'apropiació subjectiva dels principis.